# Sergio Ceballos Aldape
Sergio Ceballos Aldape (15 de febrero de 1951) es un exfutbolista mexicano que jugó en la delantera y pudo ganar la Primera División de México con el Club América (1971) como con los Tigres UANL (1978).

## Trayectoria
Es apodado "el tanque" y pasó sus primeros años como profesional en el Club América, con el que ganó el segundo campeonato profesional en la historia del equipo en la temporada 1970-71.
Después de que dejó al América en 1974, solo tuvo períodos de uno a dos años en un club. Después, siguió jugando con el recién ascendido a la Primera División 1974-75, Atlético Potosino.
La siguiente campaña pasó a las filas del Deportivo Cruz Azul, donde llegó a los cuartos de final, siendo eliminado por el CF Monterrey. El archirrival del América, Guadalajara, lo fichó y apenas fue utilizado.
Fue a la North American Soccer League para jugar en el Fort Lauderdale Strikers, donde tuvo cinco juegos, marcando un gol. Tuvo más apariciones con Tigres de la UANL, con la que fue campeón por segunda vez en la 1977-78.
Fue un jugador regular en la siguiente temporada con el Atlético Potosino, para el que completó 61 apariciones y marcó 13 goles. Luego de dos años en el Atletas Campesinos, terminó su carrera en las filas del recién fundado Tampico-Madero FC.

## Selección nacional
Logró saltar a la selección mexicana, para lo cual fue utilizado por primera vez el 6 de agosto de 1972 en un amistoso contra Costa Rica (0:1).
Su cuarto y último partido internacional fue el 10 de septiembre de 1972 en un clasificatorio para la Copa del Mundo contra Estados Unidos en Los Angeles Memorial Coliseum, que se ganó 2-1.

### Participaciones en clasificatorias
| Clasif.              | Sede   | Resultado | Part. | Goles |
| -------------------- | ------ | --------- | ----- | ----- |
| Clasif. Mundial 1974 | Varias | Eliminado | 2     | 1     |

## Clubes
| Club                     | País           | Año       |
| ------------------------ | -------------- | --------- |
| América                  | México         | 1968-1974 |
| Atlético Potosino        | México         | 1974-1975 |
| Cruz Azul                | México         | 1975-1976 |
| Guadalajara              | México         | 1976      |
| Fort Lauderdale Strikers | Estados Unidos | 1977      |
| Tigres de la UANL        | México         | 1977-1978 |
| Atlético Potosino        | México         | 1978-1980 |
| Atletas Campesinos       | México         | 1980-1982 |
| Tampico Madero           | México         | 1982-1984 |

## Palmarés

### Títulos nacionales
| Título           | Equipo            | País   | Año     |
| ---------------- | ----------------- | ------ | ------- |
| Primera División | América           | México | 1970-71 |
| Copa México      | América           | México | 1973-74 |
| Primera División | Tigres de la UANL | México | 1977-78 |